# Columbia, the Gem of the Ocean
"Columbia, the Gem of the Ocean" (Columbia, la gema del océano) es una canción patriótica estadounidense que fue popular en Estados Unidos en los siglos XIX y XX. Fue compuesta hacia 1843 y fue muy usada como himno nacional no oficial de Estados Unidos, junto con otras canciones. Apareció en el musical The Music Man de 1957. En 1969 fue interpretada por una banda de la Marina de los Estados Unidos que embarcó en el USS Hornet cuando uno de los helicópteros de este barco recogió a los astronautas del Apolo 11 de su cápsula, llamada Columbia, que se encontraba en el océano Pacífico. La melodía de esta canción es igual que la de la canción patriótica británica "Britania, the Gem of the Ocean", pero no se sabe cuál se compuso primero.

## Historia

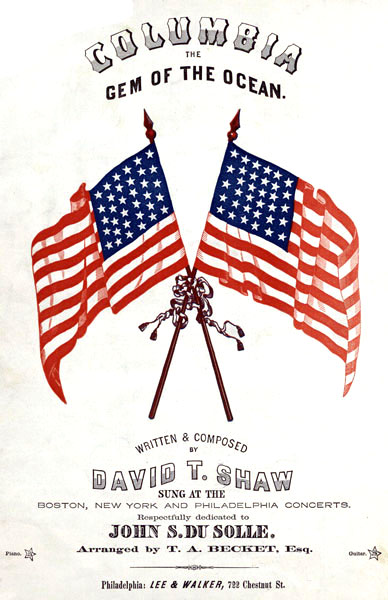
Portada de una edición de las partituras de "Columbia, the Gem of the Ocean" de hacia 1862.

Los orígenes y autoría de la canción son desconocidos. Se cree que Thomas A'Becket, Sr., un músico británico que vivió mucho tiempo en Filadelfia y que interpretaba música en el teatro de la calle Chestnut, fue quien escribió la letra y, probablemente, también compuso la música, por un encargo de David Shaw, que la quería para un concierto benéfico que tuvo lugar, probablemente, en el otoño de 1843. Aquel año, la canción fue registrada por la editorial de Filadelfia de George Willig con el nombre Columbia, la tierra del valiente. Shaw, posteriormente, publicó la canción como propia, aunque posteriormente A'Becket reclamó la autoría y presentó un manuscrito original de la composición como prueba.
La canción utiliza el nombre histórico informal de Columbia para los Estados Unidos y toma la frase "la tierra del libre y el hogar del valiente" de la canción anterior The Star-Spangled Banner, de Francis Scott Key, y la modifica como "la casa del valiente y del libre".

## "Britania, the Gem of the Ocean"
Hay controversia sobre si la música de la canción "Columbia, the Gem of the Ocean" es igual o similar a "Britania, the Gem of the Ocean" y sobre qué canción es anterior. Las dos canciones han sido referidas ocasionalmente con el nombre alternativo de La roja, blanca y azul.
En un análisis de la canción de 1919, Arthur Johnson dijo que Britania, el orgullo del océano había sido compuesta primero y que "Columbia, the Gem of the Ocean" era una adaptación. Johnston dijo que la frase "el servicio unido" hace referencia al británico Club del Servicio Unido, al cual pertenecen miembros del ejército y la marina. Johnston también opinó que, para referirse a los Estados Unidos, la frase "la gema del océano" habría sido "un absurdo" y que parece ser una referencia original a Gran Bretaña.
W. H. Grattan Flood también llegó a la conclusión de Johnston sobre el origen británico de la canción. Afirmó que el periodista irlandés Stephen Joseph Meany escribió la letra de Britania, el orgullo del océano en 1842. Luego este se la mostró a un amigo en Londres, Thomas E. Williams, que compuso la melodía que lo acompañaba. En 1915 Flood recordó haber hablado con un pariente mayor suyo que afirmó haber escuchado interpretar esa canción en Dublín en 1842, cuando tenía 12 años. A Irlanda se le conoce como "Isla Esmeralda".
Basándose en las fechas de las publicaciones, William Studwell concluyó que "la canción fue creada probablemente en los Estados Unidos".

## En la cultura popular
Según William Studwell, esta es la "canción más antigua con un origen completamente americano que podría, por su estilo o su contenido, calificarse como un himno nacional". A mediados del siglo XIX, estuvo entre las cinco grandes patrióticas, junto con "Hail", "Columbia", "The Star-Spangled Banner", "Yankee Doodle" y "My Country, 'Tis of Thee", que se usaban como himno nacional de los Estados Unidos cuando no se había elegido una canción como himno oficial.
Alcanzó una gran popularidad durante la presidencia de Abraham Lincoln y, por ello, fue parte del repertorio de la Banda de la Marina de los Estados Unidos.
El compositor Charles Ives utilizó esta canción con frecuencia en su producción musical. La incluyó notablemente en su Sinfonía n.º 2 de 1901, en A Symphony: New England Holidays y en su Sonata para piano n.º 2.
En el musical The Music Man de 1957, ambientado en 1912, el reparto completo la canta en una escena en la que se representan las celebraciones del Día de la Independencia de los Estados Unidos de la ciudad. 
Desde el final de la Segunda Guerra Mundial hasta la década de 1960, los primeros acordes de la canción se usaban como señal de intervalo durante las transmisiones de Voice of America, hasta, finalmente, empezó a usarse Yankee Doodle.
En 1957 la pista con ese título perteneciente al álbum The Clown de Charles Mingus, contiene una historia narrada por Jean Shepherd en la que un payaso, que sufre una caída en desgracia, inicialmente tiene "un león marino que le sigue de un lado a otro con una escalera de mano tocando esta pieza en si menor con una corneta de plástico Sears-Roebuck modelo 1322. Una cosa verdaderamente adorable. Pero ellos no se reían."
Durante la recogida de los astronautas del Apolo 11 después de que amerizasen con la cápsula del comandante, llamada Columbia, en el océano Pacífico, el presidente de Estados Unidos, Richard Nixon, embarcó en el portaaviones USS Hornet y ordenó a la Banda de la Comandancia de las Fuerzas Navales Aéreas del Pacífico interpretar esta canción.

## Letra
¡Oh, Columbia! la gema del océano,

el hogar del valiente y del libre,

el santuario de cada devoción patriótica,

un mundo te ofrece homenaje;

tus mandatos hacen que los héroes se junten,

cuando la forma de la libertad está a la vista;

tus estandartes hacen que la tiranía tiemble,

cuando son llevados por el rojo, el blanco y el azul,

cuando son llevados por el rojo, el blanco y el azul,

cuando son llevados por el rojo, el blanco y el azul,

tus estandartes hacen que la tiranía tiemble,

cuando son llevados por el rojo, el blanco y el azul.

Cuando la guerra tuvo su gran desolación,

y amenazaron con deformar la tierra,

el arca fundada por la libertad,

Columbia cabalgó a salvo a través de la tormenta;

con sus guirnaldas de victoria a su alrededor,

cuando llevaba orgullosamente a su valiente tripulación;

cuando llevaba orgullosamente su bandera delante de ella;

el alarde del rojo, el blanco y el azul,

el alarde del rojo, el blanco y el azul,

el alarde del rojo, el blanco y el azul,

cuando llevaba orgullosamente su bandera delante de ella;

el alarde del rojo, el blanco y el azul.
La Unión, la Unión para siempre,

el dulce himno de nuestra gloriosa nación,

que las guirnaldas que ha ganado nunca se marchiten,

ni las estrellas de su gloria se oscurezcan,

el servicio unido nunca cesa,

pero los colores demuestran que es verdad.

El Ejército y la Marina para siempre,

Tres vivas por el rojo, el blanco y el azul,

Tres vivas por el rojo, el blanco y el azul,

Tres vivas por el rojo, el blanco y el azul,

El Ejército y la Marina para siempre,

Tres vivas por el rojo, el blanco y el azul.
La bandera con estrellas se trajo aquí,

Las canciones de verdad de Columbia la dejan ondear;

Que las guirnaldas que ha ganado nunca se marchiten,

Ni sus estrellas dejen de brillar sobre los valientes,

el servicio unido nunca cesa,

pero los colores demuestran que es verdad.

El Ejército y la Marina para siempre,

Tres vivas por el rojo, el blanco y el azul,

Tres vivas por el rojo, el blanco y el azul,

Tres vivas por el rojo, el blanco y el azul,

El Ejército y la Marina para siempre,

Tres vivas por el rojo, el blanco y el azul.